# Helperich de Plötzkau
Helperich (Helferich) (m. 1118), conde de Plötzkau y Walbeck, y margrave de la Marca del Norte, hijo de Dietrich de Plötzkau, y Matilde de Walbeck, hija del conde Conrado de Walbeck, y Adelaida de Baviera. La hermana del conde, Irmgarda se casó con Lotario Udo III de la Marca del Norte, y era la madre del sucesor de Helperich en el gobierno del margraviato, Enrique II.
Helperich heredó el título de conde de Plötzkau a la muerte de su padre y el título de conde de Walbeck de su madre, aunque este título era principalmente ceremonial en este punto. En 1112, el emperador Enrique V depuso a Rodolfo I como margrave de la Marca del Norte debido a una conspiración contra la corona en su alianza con Lotario de Suplimburgo, luego el duque de Sajonia (y más tarde emperador del Sacro Imperio). El margraviato fue entregado a Helperich como una medida interina hasta que Enrique II, sobrino de Rodolfo y heredero al título, fuera mayor de edad.
En 1106, Helperich se casó con Adela, hija de Kuno de Northeim y Cunegunda de Weimar-Orlamünde, viuda de Teodorico III, conde de Katlenburg. Helperich y Adela tuvieron cuatro hijos:
- Bernardo (m. 1147), conde de Plötzkau
- Conrado, margrave de la Marca del Norte
- Irmgarda, abadesa de Hecklingen
- Matilde.

Halperich murió en 1118 y fue enterrado en el monasterio de Hecklingen. A su muerte, le sucedió como conde de Plötzkau su hijo Bernardo. Enrique II asumió el papel de margrave de la Marca del Norte en 1114.